# Apparecchio radiografico portatile tipo Ferrero di Cavallerleone

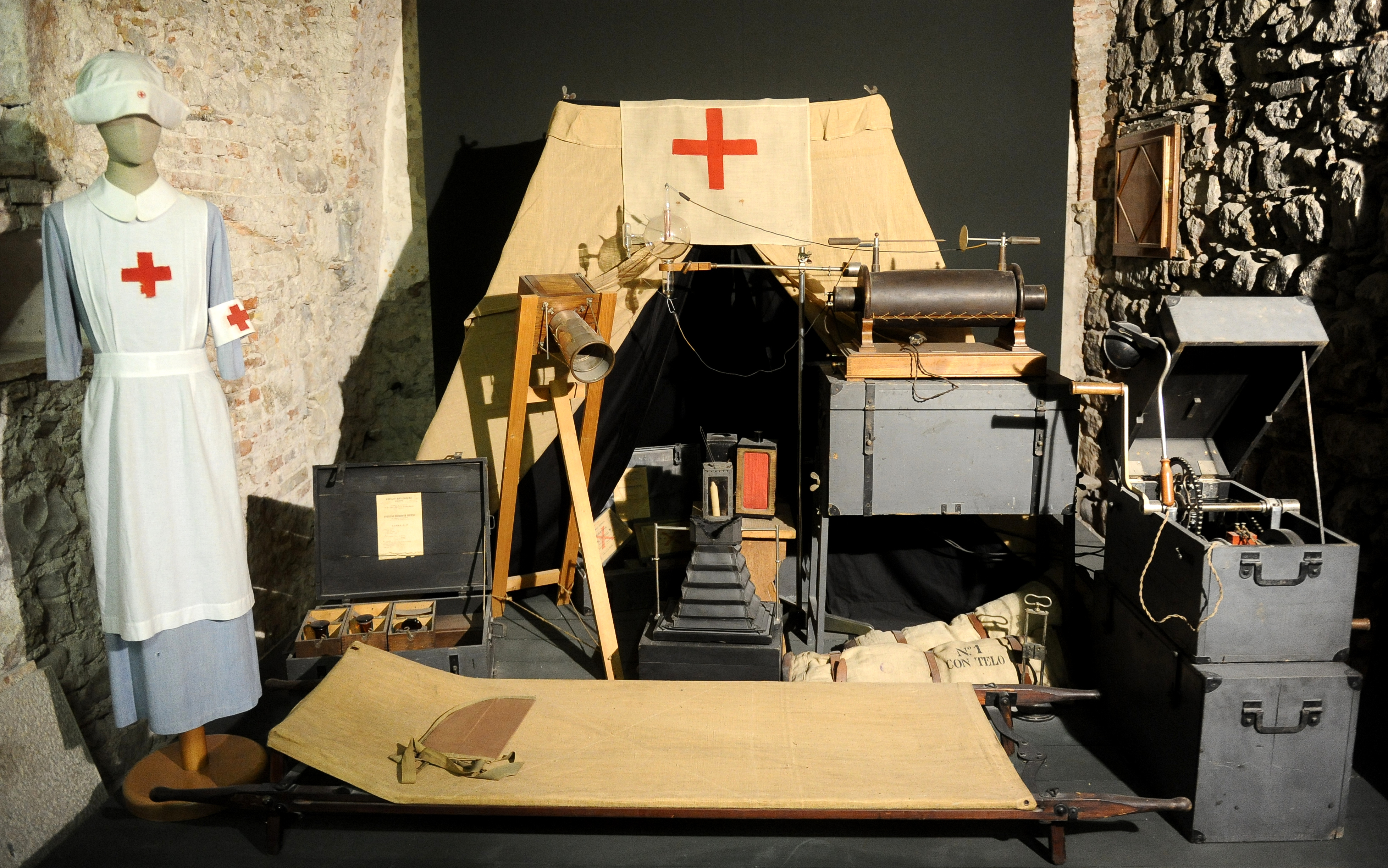
Un esemplare di un apparecchio radiografico di Cavallerleone in esposizione presso il museo storico italiano della guerra di Rovereto, inserito in un contesto di ambulatorio radiologico da campo.

L'apparecchio radiografico portatile tipo Ferrero di Cavallerleone è stata una apparecchiatura radiologica portatile utilizzata, a partire dal 1904, dal Corpo di Sanità del Regio Esercito Italiano. Su invenzione del generale Ferrero di Cavallerleone, fu realizzata dalla ditta Balzarini di Milano e trovò il suo più frequente impiego nelle retrovie del fronte italiano della prima guerra mondiale.
Un modello in ottimo stato di conservazione si trova oggi (2016) presso il museo storico italiano della guerra di Rovereto

## Caratteristiche tecniche
Questa apparecchiatura era stata progettata per essere poco ingombrante e facilmente trasportabile anche a dorso di mulo. Era alimentata da un rocchetto trasformatore e da una dinamo manuale; era in grado di realizzare sia radiografie che di funzionare come radioscopio. I raggi X venivano generati da un tubo radiogeno, a gas residuo e privo di protezioni, che poteva essere caricato con una corrente tra i 2 e i 3,5 mA, sufficiente per lo studio radioscopico delle parti molli ma non idonea ad indagini scheletriche con basso tempo di esposizione.
L'apparecchiatura venne realizzata dalla ditta "Balzarini" di Milano, che si avvaleva della "Campostano" per alcuni componenti elettrici e della "Officina Galileo" (diventata SELEX Galileo nel 2010) di Firenze per il tubo radiogeno. Le lastre fotografiche erano della Cappelli.

## Accessori
Per facilitarne il trasporto, l'apparecchio di Cavallerleone era caratterizzata da una elevata modularità e numerosi accessori. Per difendersi dalle radiazioni dovute alla mancanza di protezioni nel tubo radiogeno e nel fluoroscopio, erano disponibili "1 grembiule anti X" (piombato) e "1 paia di occhiali anti X". Vi era, a complemento, una elettrocalamita, utilizzata probabilmente per facilitare l'estrazione dei corpi estranei mentre venivano visualizzati radioscopicamente. Tra gli accessori è inventariato "1 limitatore di Frisoni munito di anelli di gomma per fissare il tubo di Röntgen", quello che oggi viene definito un "collimatore". Le lastre radiografiche, essendo molto fragili, venivano inserite in specifiche cassette per proteggerle.
La camera oscura era piuttosto rudimentale: sorretta da una intelaiatura in tubi di acciaio, era costituita da una tenda in tela grezza con uno strato di panno nero a tenuta di luce. Per la lavorazione delle lastre erano disponibili: tubetti e compresse per lo sviluppo, un flacone contenente iposolfito per il fissaggio, bacinelle in cartone impermeabilizzato per il trattamento e una lanterna con vetro rosso.

## Impiego clinico
Per via della sua scarsa corrente anodica, i raggi X prodotti risultavano poco penetranti e dunque l'apparecchio presentava diversi limiti per l'utilizzo in radioscopia, limitandosi allo studio di parti sottili e molli. Diversamente, gli studi radiografici, che possono beneficiare di tempi di esposizione più lunghi, potevano essere effettuati a patto di riuscire ad immobilizzare correttamente la regione anatomica in esame. Era così possibile diagnosticare infrazioni o fratture ossee, la presenza di corpi estranei come schegge e sfere di shrapnel, nonché i rapporti anatomici delle pallottole con l'apparato scheletrico. Tuttavia, per via della necessità di esposizioni lunghe, gli organi in movimento risultavano difficili da visualizzare correttamente, rendendo problematico valutare lesioni dei visceri endotoracici ed endoaddominali.